# Louis Dumont
Louis Dumont (Salonicco, 1º agosto 1911 – Parigi, 19 novembre 1998) è stato un antropologo francese.
Insegnò all'Università di Oxford negli anni cinquanta e fu professore (directeur de recherche) presso l'École des hautes études en sciences sociales (EHESS) a Parigi. 
Allievo di Marcel Mauss, si specializzò nello studio della cultura dell'India e si interessò anche alle filosofie sociali e ideologie occidentali. 
Le sue opere più famose sono Homo hierarchicus: le système des castes et sès implications (Gallimard, 1966), Homo aequalis (Gallimard, 1976), Essais sur l'individualisme: une perspective anthropologique sur l'idéologie moderne (Éditions du Seuil, 1983), nel quale contrappone l'olismo all'individualismo.